# Mahembe (Tanzania)
Mahembe è una circoscrizione rurale (rural ward) della Tanzania situata nel distretto rurale di Kigoma, regione di Kigoma. Conta una popolazione di 22 763 abitanti (censimento 2012).